# КК Константин
Кошаркашки клуб Константин је српски кошаркашки клуб из Ниша. Основан је 2009. као КК Синђелић, а од 2011. клуб носи садашње име. Своје домаће утакмице игра у Спортском центру Чаир, капацитета 5.000 места. Тренутно се такмичи у Другој лиги Србије.

## Историја
Клуб је основан 2009. године од стране бившег играча Слоге из Краљева Гордана Марковића Чоге под именом КК Синђелић Ниш.
Синђелић је формиран у циљу афирмације младих играча из Ниша и околине који су и чинили састав тима. Прве сезоне Синђелић је наступао у II Cрпској лиги Исток. 
Након пропалих преговора о фузији Ергонома и КК Ниша, долази се на идеју о замени места и ранга такмичења између Синђелића и Ергонома која ће бити касније и реализована. Ергоном, притиснут нагомиланим дуговима, прешао је у II лигу Исток, док Синђелић наследивши управу и играче Ергонома од сезоне 2010/2011 наступа у Првој Б лиги.
Исте сезоне, 17. јануара 2011. године, долази до промене назива клуба у Омладински Кошаркашки Клуб Константин због прославе 1700 година од доношења Миланског едикта.
Сезону 2010/2011 ОКК Константин завршио је на деветом месту Прве Б лиге уз 13 победа и исто толико пораза. 
У другој сезони у Првој Б лиги Константин је заузео друго место и пласирао се у Кошаркашку лигу Србије, где се тренутно такмичи.
Константин је у својој првој сезони у Кошаркашкој лиги Србије остварио велики успех, пошто се као четвртопласирани пласирао у Суперлигу Србије.

## Учинак у претходним сезонама
| Сез.     | Првенство Србије - КЛС | Друга лига Србије | Првенство Србије - Суперлига | Куп Србије   | Регионално такмичење | Европско такмичење |
| -------- | ---------------------- | ----------------- | ---------------------------- | ------------ | -------------------- | ------------------ |
| 2012/13. | 4. место               | -                 | 8. место                     | Четвртфинале | -                    | -                  |
| 2013/14. | 5. место               | -                 | -                            | -            | -                    | -                  |
| 2014/15. | 2. место               | -                 | 7. место                     | Четвртфинале | -                    | -                  |
| 2015/16. | 3. место               | -                 | 3. место групе Б             | Четвртфинале | -                    | -                  |
| 2016/17. | 14. место              | -                 | -                            | -            | -                    | -                  |
| 2017/18. | -                      | 13. место         | -                            | -            | -                    | -                  |
| 2018/19. | -                      | 4. место          | -                            | -            | -                    | -                  |

## Познатији играчи
- Милан Миловановић
- Страхиња Стојачић
- Немања Тодоровић

## Познатији тренери
- Бошко Ђокић